# Starwing
Starwing (jap. スターフォックス Sutā Fokkusu; ang. tytuł poza Europą Star Fox) – gra komputerowa należąca do gatunku rail shooter wyprodukowana przez Nintendo i wydana w 1993 na platformie Super Nintendo Entertainment System. Jest pierwszą częścią cyklu Star Fox. Gra jest dostępna w serwisie Nintendo Switch Online od września 2019 roku wraz z 19 innymi grami ze SNES-a.

Interfejs Starwing w wersji niemieckiej

Jest to druga zaprojektowana przez tę firmę gra 3D. Na kartridżu znajdował się specjalny chip Super FX wspomagający konsolę w generowaniu trójwymiarowej grafiki. Była to pierwsza wydana gra z tym chipem, co zaskutkowało skomplikowaną i rzadko stosowaną jak na rok wydania grafiką 3D.
Głównymi bohaterami gry są Fox McCloud, antropomorficzny lis przewodzący jednostce Star Fox broniącej swej ojczystej planety Corneria przed atakami sił Androssa.